# Megarhyssa strimacula
Megarhyssa strimacula là một loài tò vò trong họ Ichneumonidae.